# Arooj Aftab

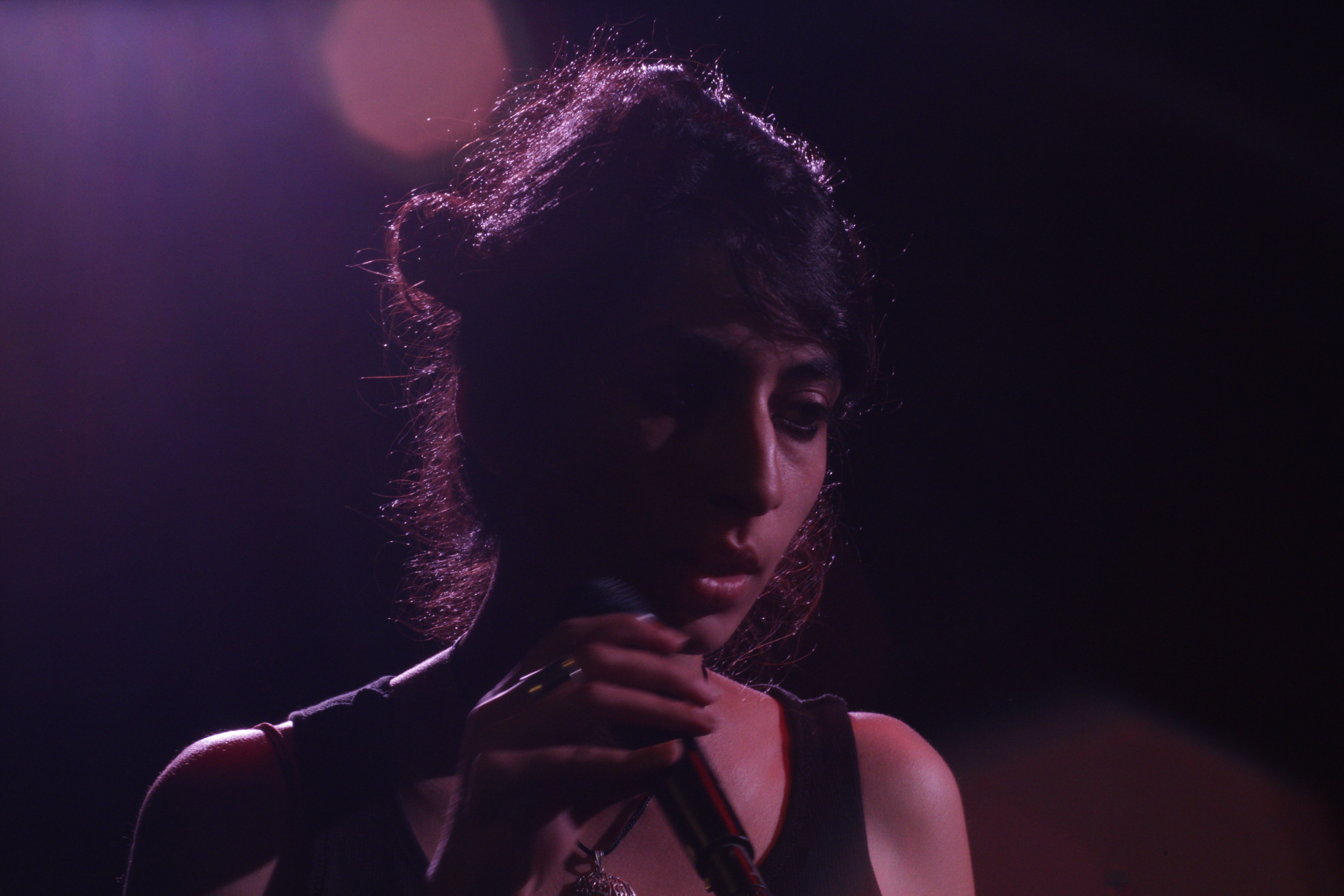
Arooj Aftab, 2014 im Le Poisson Rouge

Arooj Aftab (persisch عروج آفتاب; geboren am 11. März 1985 in Lahore, Pakistan) ist eine pakistanische Sängerin, Komponistin und Musikproduzentin, die vor allem im Bereich Minimal Music, Jazz und Neo-Sufi aktiv ist. Sie lebt seit 2005 in den Vereinigten Staaten, für die Grammy Awards 2022 wurde sie für die Kategorie „Best New Artist“ nominiert.

## Biografie
Arooj Aftab wurde in Lahore in Pakistan geboren und wuchs dort auf. Sie brachte sich das Gitarrenspiel selbst bei und begann, ihre Stimme zu trainieren, indem sie sich an verschiedenen Musikerinnen wie Begum Akhtar, Hariprasad Chaurasia, Billie Holiday und Mariah Carey orientierte. In den frühen 2000er Jahren war Aftab eine der ersten Musikerinnen, die das Internet nutzten, um ihre Musik in Pakistan bekannt zu machen – ihre Interpretationen von Hallelujah! und Mera Pyaar gingen viral und begründeten die pakistanische Indie-Szene. Inspiriert wurde sie zudem von Sängern wie Nusrat Fateh Ali Khan und Jeff Buckley.
2005 zog Aftab in die Vereinigten Staaten, wo sie am Berklee College of Music einen Abschluss in Musikproduktion und -technik sowie Jazzkomposition erwarb. Sie zog 2009 nach New York und lebt seitdem dort. Ihr erstes Album Bird Under Water wurde am 9. März 2015 unabhängig veröffentlicht und von vielen Publikationen positiv besprochen, darunter von The Wire und The Huffington Post. Es brachte ihr auch einen Platz auf der NPR-Liste der 200 größten Songs von Frauen des 20. Jahrhunderts ein. Ihr zweites Album Siren Islands wurde am 12. Juni 2018 bei New Amsterdam Records veröffentlicht. Die The New York Times nahm es in die Liste The 25 Best Classical Music Tracks of 2018 auf.
Das dritte Studioalbum, Vulture Prince, wurde am 23. April 2021 ebenfalls bei New Amsterdam Records veröffentlicht. Vulture Prince erzählt die Geschichten von Menschen, Beziehungen und verlorenen Momenten, und das Album ist der Erinnerung an ihren jüngeren Bruder Maher gewidmet. Vulture Prince wurde von zahlreichen Musikpublikationen gelobt, ihr Song Mohabbat aus diesem Album wurde von Barack Obama als einer seiner Sommer-Playlist-Favoriten für 2021 gelistet.

## Preise und Auszeichnungen
Für die Oscarverleihung 2020 wurde der Kurzfilm Bittu von Karishma Dev Dube, für den sie die Musik komponiert hat, auf die short list der Academy of Motion Picture Arts and Sciences gesetzt. Zudem erhielt der Film einen Student Academy Award 2020. Für die Grammy Awards 2022 wurde sie für die Kategorie „Best New Artist“ nominiert. Ihr Album Love in Exile mit Vijay Iyer und Shahzad Ismaily erhielt eine Nominierung für die Grammy Awards 2024 in der Kategorie Best Alternative Jazz Album und 2023 den niederländischen Edison Jazz Award in der Kategorie „Global.“

## Diskografie

### Alben
- 2014: Bird Under Water
- 2018: Siren Islands
- 2021: Vulture Prince
- 2023: Arooj Aftab, Vijay Iyer, Shahzad Ismaily: Love in Exile (Verve)[13]
- 2024: Night Reign